# Generations of Jazz
Generations of Jazz ist das Debütalbum von Till Brönner, das 1994 bei minor music erschien. Auf dem Album spielen neben Brönner der Altsaxophonist Grégoire Peters und der Pianist Frank Chastenier mit dem US-amerikanischen Jazzveteran Ray Brown und Jeff Hamilton am Schlagzeug.
Das Album enthält neben Jazzstandards wie Bye Bye Blackbird vor allem am klassischen Mainstream-Hardbop und West Coast Jazz orientierte Kompositionen von Brönner. Dieser sagte über das Album: ...darum wäre das eine Platte, die man gut im Auto hören könnte, auf dem Highway 1 vielleicht, der Küstenstraße in Kalifornien auf dem Weg hinunter in den Süden.

## Albumtitel
1. Dejection Blues
2. Ku' Damm 1:30 A.M.
3. Smile
4. Samba Per La Gamba
5. Bein' Green
6. Why Change
7. Linaäs Waltz
8. I Want To Be Happy (Irving Caesar/Vincent Youmans)
9. Bye Bye Blackbird (Mort Dixon/Ray Henderson)
10. Piccolo Blues
11. This One’s For Francis

## Rezeption
Das Album wurde sowohl mit dem Preis der Deutschen Schallplattenkritik als auch dem Preis der Deutschen Plattenindustrie ausgezeichnet.
Scott Yanow schrieb über das Album bei Allmusic:

“This well-rounded set includes standards and a few originals, of which the heated "Ku' Damm 1:30 A.M." (which uses the main chord sequence of "King Porter Stomp") and the heated "Why Change" are the most memorable.”

„Diese abgerundete Set beinhaltet Standards und ein paar Originale, von denen das hitzige "Ku 'Damm 1:30 A.M." (das die Haupt-Akkordfolge von King Porter Stomp nutzt) und das hitzige "Why Change" die denkwürdigsten sind.“